# Pomanda Island
Pomanda Island är en ö i Australien. Den ligger i delstaten South Australia, omkring 84 kilometer sydost om delstatshuvudstaden Adelaide. Arean är 0,34 kvadratkilometer.
Trakten runt Pomanda Island är nära nog obefolkad, med mindre än två invånare per kvadratkilometer. Genomsnittlig årsnederbörd är 513 millimeter. Den regnigaste månaden är juni, med i genomsnitt 86 mm nederbörd, och den torraste är december, med 16 mm nederbörd.